# 우스만 셈벤

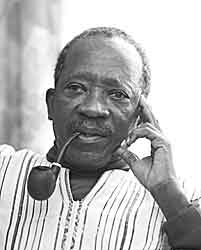

우스만 셈벤(Ousmane Sembène, 1923년 1월 1일 또는 1923년 1월 8일 ~ 2007년 6월 9일)은 세네갈의 영화감독, 프로듀서, 작가이다. 로스앤젤레스 타임스는 그를 아프리카의 가장 위대한 저자들 중 한 명으로 간주하였으며 종종 "아프리카 영화의 아버지"로 호칭된다. 세레르족 가정 태생이다.